# Rói Patursson
Rói Reynagarð Patursson (nacido el 21 de septiembre de 1947) es un escritor y filósofo de las islas Feroe. También es director del Instituto Superior Folklórico de las Feroe. Está casado y es padre de dos hijas nacidas en 1974 y 1981.
Nació en la capital de las islas, Tórshavn. Tras asistir a la escuela católica St. Frans y al instituto, Patursson viajó fuera de las islas entre 1964, trabajando en diversos oficios en Tórshav y Copenhague. En 1968 viajó por Europa y posteriormente asistió al Gymnasium hasta 1969.
Entre 1970 hasta 1985 vivió en Copenhague. En 1973 se casó con Sólrun Johannessen, con la que tuvo dos hijas, Unn Cecilia (1974) y Liv Maria (1981). En 1976 comenzó a estudiar Filosofía en la Universidad de Copenhague y recibió el título en 1985.
Tras regresar a las islas Feroe en 1985 comenzó a dar clases nocturnas en la Universidad de las islas Feroe, y participó en varios programas de Útvarp Føroya (radio de las Feroe). En 1987 ocupó el puesto de docente en la Skrivekunst Akademiet en Bergen, Noruega. Desde 1988, ha trabajado como director del Instituto Superior Folklórico de las Feroe.
La obra literaria de Rói Patursson incluye obras en prosa y poesía. En 1986, ganó el Premio de Literatura del Consejo Nórdico por su colección de poemas Líkasum (1985). Este premio solamente se concede una vez al año y Patursson y William Heinesen son los dos únicos autores feroeses que lo han ganado hasta el momento.

## Obras
- 1968 - Yrkingar (publicada en 1969)
- 1976 - á alfaravegi
- 1983 - Spor í sjónum (pláta)
- 1985 - Líkasum
- 1987 - Amariel Norðoy

### En antologías
- Færøske digte 1900-71, Copenhague 1972 (ed. P. M. Pedersen).
- Rocky Shores, Paisley 1981 (ed. G. Johnston).
- Nordic Poetry Festival, Nueva York 1993 (ed. K. Leander/ E. Malmsten).
- Färöische Dichtung aus 100 Jahren - von Djurhuus bis Poulsen (ed. Paul Alfred Kleinert, to be published in Berlin in 2007).